# Swietozar Rusakow
Swietozar Kuźmicz Rusakow (ros. Светозар Кузьмич Русаков; ur. 3 kwietnia 1923 w Tuczkowie, zm. 15 sierpnia 2006 w Moskwie) – rosyjski rysownik, twórca filmów animowanych.

## Życiorys
W latach 1969–1986 był twórcą rysunków do serialu animowanego Wilk i Zając.
Uczestnik II wojny światowej. Odznaczony za zasługi m.in. Orderem Sławy III klasy oraz Orderem Wojny Ojczyźnianej I klasy, w tym medalami.
Spoczywa pochowany na Cmentarzu Dońskim w Moskwie.

## Filmografia
- 1959: Przygody Buratina
- 1964: Gol! Gol!
- 1967: Prorocy i lekcje
- 1969: Wilk i Zając (odc. 1)
- 1970: Wilk i Zając (odc. 2)
- 1971: Wilk i Zając (odc. 3)
- 1971: Wilk i Zając (odc. 4)
- 1972: Wilk i Zając (odc. 5)
- 1973: Wilk i Zając (odc. 6)
- 1973: Wilk i Zając (odc. 7)
- 1974: Wilk i Zając (odc. 8)
- 1976: Wilk i Zając (odc. 9)
- 1976: Wilk i Zając (odc. 10)
- 1977: Wilk i Zając (odc. 11)
- 1978: Wilk i Zając (odc. 12)
- 1980: Wilk i Zając (odc. 13)
- 1981: Na ratunek
- 1984: Wilk i Zając (odc. 14)
- 1985: Wilk i Zając (odc. 15)
- 1986: Wilk i Zając (odc. 16)

## Nagrody i odznaczenia
- Nagroda Państwowa ZSRR
- Order Sławy III klasy
- Order Wojny Ojczyźnianej I klasy
- Medal „Za zasługi bojowe”
- Medal „Za zdobycie Królewca”
- Medal „Za wyzwolenie Pragi”

### Nagrody
- Gol! Gol! – Na XXIII Międzynarodowym Festiwalu Filmowym filmów sportowych w Cortina d’Ampezzo (Włochy), 1967 r.
- Wilk i Zając (odcinek 4) – Na XXVIII Międzynarodowym Festiwalu Filmowym filmów sportowych w Cortina d’Ampezzo (Włochy), 1972 r.

Źródło: